# Inga Helene Juulová
Inga Helene Juulová (nepřechýleně Inga Helene Juul; * 3. června 1967 Trondheim) je norská klarinetistka, fotografka, učitelka kulturní školy, novinářka a blogerka.

## Životopis
Hudební vzdělání získala na střední škole v Heimdalu a na hudební konzervatoři Trøndelag a od roku 1987 je zaměstnána jako klarinetistka a basklarinetistka v armádním hudebním sboru. Od roku 1991 je také zaměstnána jako učitelka hry na klarinet na kulturní škole Harstad. Od srpna 2017 do ledna 2020 byla také zaměstnána jako učitelka hry na klarinet na kulturní škole Kvæfjord. Studovala obory jako například informatika, digitální fotografie a kulturní žurnalistika na různých univerzitách v Norsku.
Juulová je známá jako novinářka a spisovatelka. Na blogu ord-om.com  Juulová píše o hudbě, umění, jídle, cestování, fotografování a lidech na severu. Jako kulturní novinářka napsala řadu recenzí a blogových článků. Je také plodnou řemeslnicí s textilní tvorbou a grafickým designem.
V letech 1991–1995 vedla harstadskou hudební asociaci (Norsk Musikerforbund), později byla hlavní představitelkou Musikernes Fellesorganisaison v obci Harstad v letech 1997–2000.